# Kara-Suu (See)
Der Kara-Suu (kirgisisch Кара-Суу) ist ein Bergsee im Norden des Ferghanagebirges im Rajon Toktogul des Oblus Dschalal-Abad in Kirgisistan.
Der Kara-Suu wird durch einen natürlichen Gesteinsdamm aufgestaut. Der See liegt auf einer Höhe von 2022 m. Er erstreckt sich über eine Länge von 6,6 km in Südost-Nordwest-Richtung. Die Wasserfläche beträgt 4,2 km². Die maximale Tiefe liegt bei 150 m. Hauptzufluss ist der Kapka-Tasch, der in das östliche Ende mündet. Der Kara-Suu, ein linker Nebenfluss des Naryn, entwässert den See nach Westen.